# Château de Fontaine (Grâce-Hollogne)
 (mars 2025).
Si vous disposez d'ouvrages ou d'articles de référence ou si vous connaissez des sites web de qualité traitant du thème abordé ici, merci de compléter l'article en donnant les références utiles à sa vérifiabilité et en les liant à la section « Notes et références ».
Le château de Fontaine est un château, situé au 30 rue de la Barrière, à Fontaine au sud-est de Lexhy, un hameau de la commune belge de Grâce-Hollogne.

## Historique
Selon les sources écrites, un château pourrait déjà avoir existé à cet endroit dès 991. La propriété appartenait à l'origine à la famille de Hozémont, avant de passer à la famille d'Ans au XVIe siècle. Par la suite, le château devint la propriété de la famille de Surlet.

## Bâtiment
Vers 1750, le château de Fontaine est décrit comme un grand château. Aujourd'hui, seuls subsistent la ferme du château et les ruines du donjon, qui se trouvent dans un état de délabrement avancé. Le donjon, datant du début du XIIIe siècle, est construit en blocs de grès et possède une cave voûtée. Son toit a malheureusement disparu.
Au sud du donjon se trouve une ferme, partiellement entourée de douves, composée de trois ailes. À l'est, on découvre un porche d'entrée qui était autrefois accessible par un pont-levis. Les écuries actuelles, situées dans l'aile est, sont dotées de meurtrières. Un tour ronde est encore visible à l'angle nord-est, mais son toit a également disparu.
Face au porche et à la cour intérieure, dans l'aile ouest, se trouve le logis seigneurial, qui a pris sa forme actuelle au XVIIIe siècle. Au sud, on trouve des écuries.
L'aile sud abrite l'ancienne grange, qui a été reconstruite après un incendie en 1845.